# 프라이트라이너 센추리 클래스
프라이트라이너 센추리 클래스(영어: Freightliner Century Class)는 미국 프라이트라이너 트럭사가 생산하는 대형 트럭으로 출시 당시 북아메리카와 오세아니아에 동시에 출시 했지만 북아메리카의 경우 차량 단종과 동시에 생산이 중단되었다. 현재는 오세아니아만 생산하고 있다.

## 사진

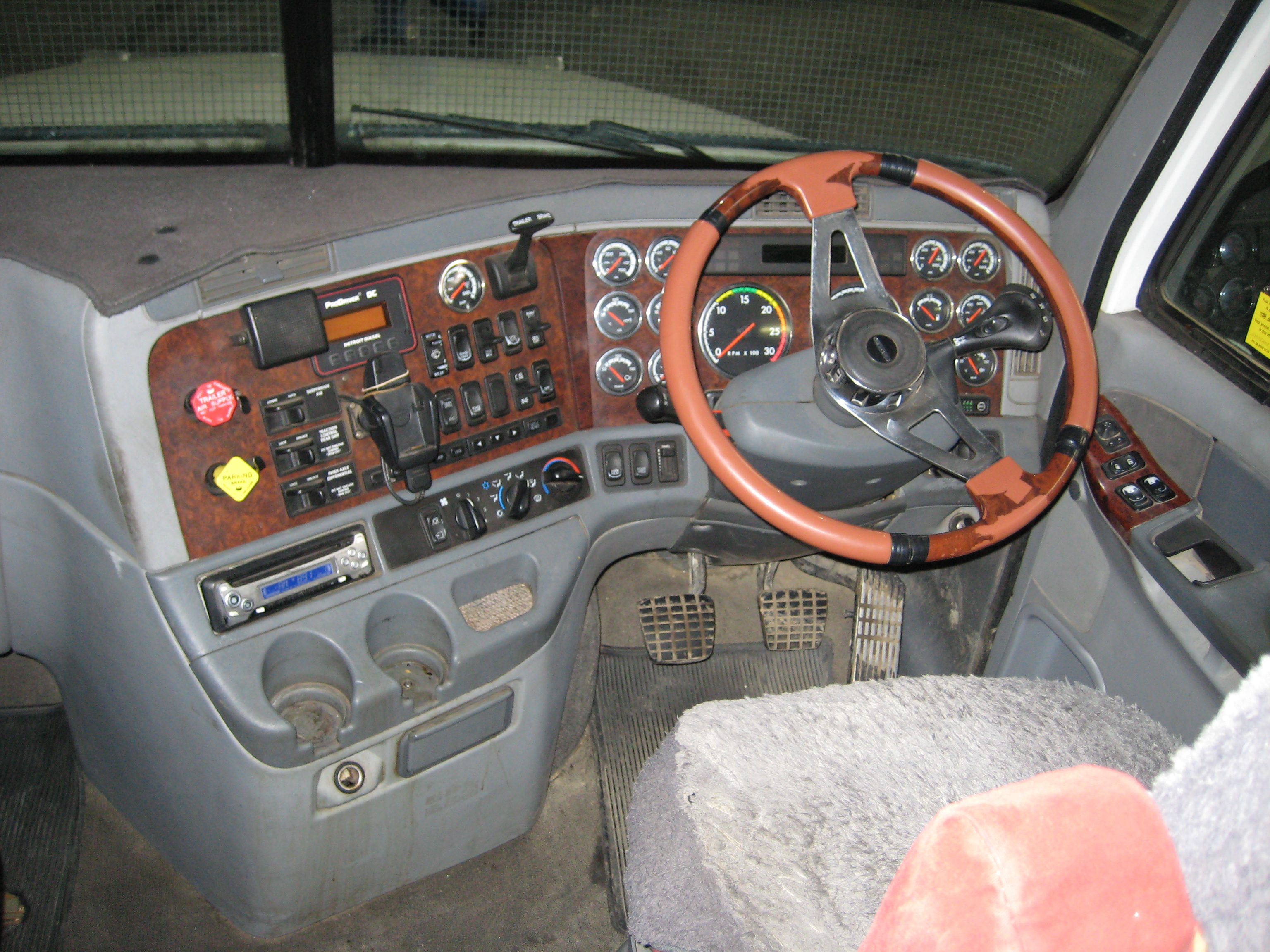
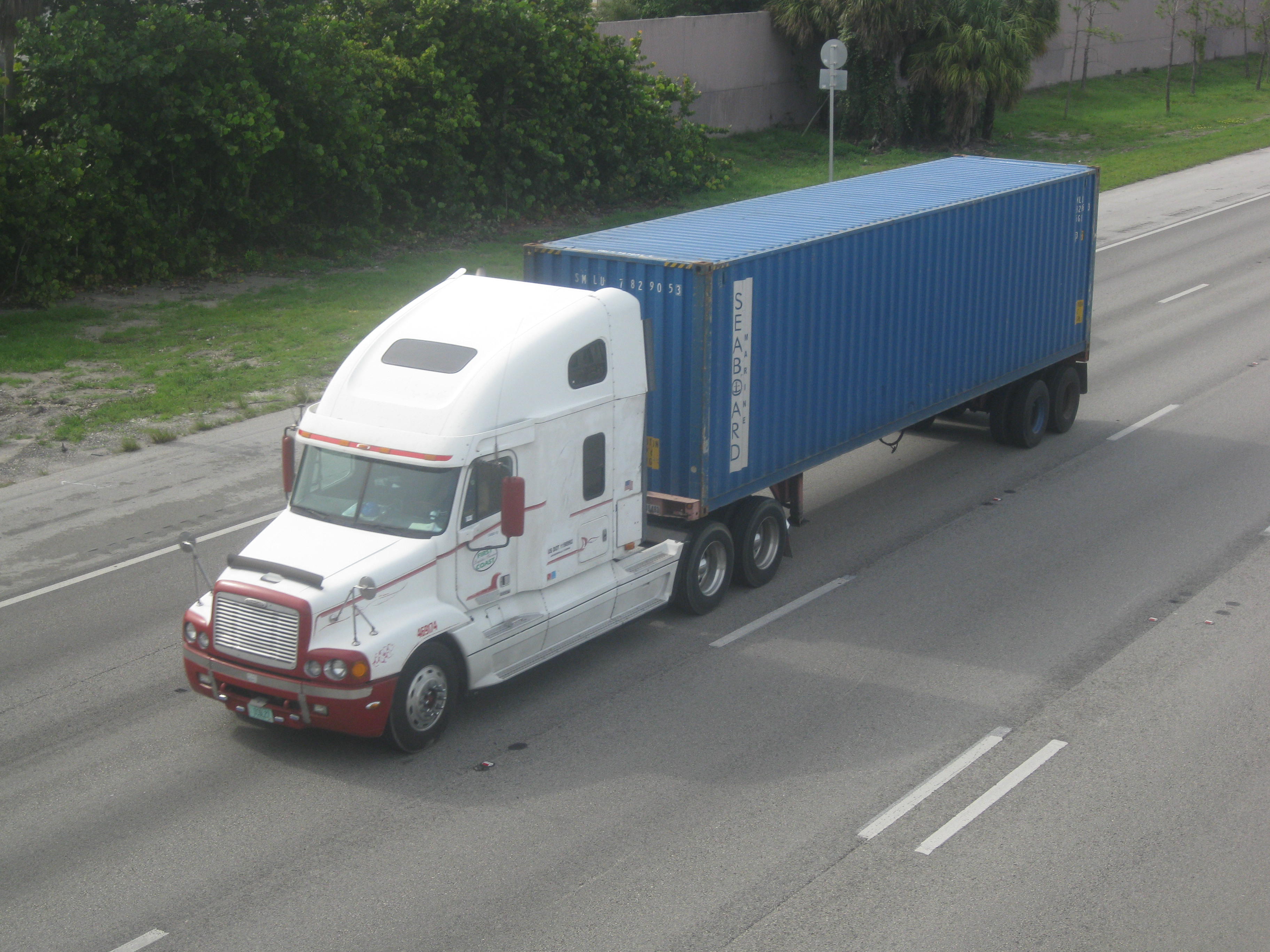
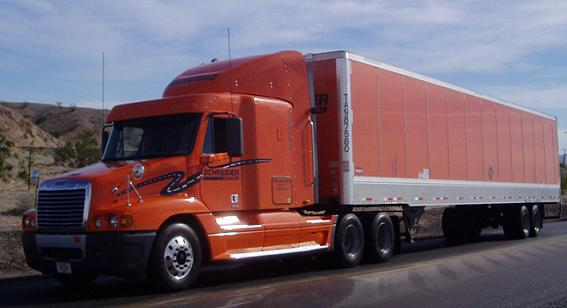
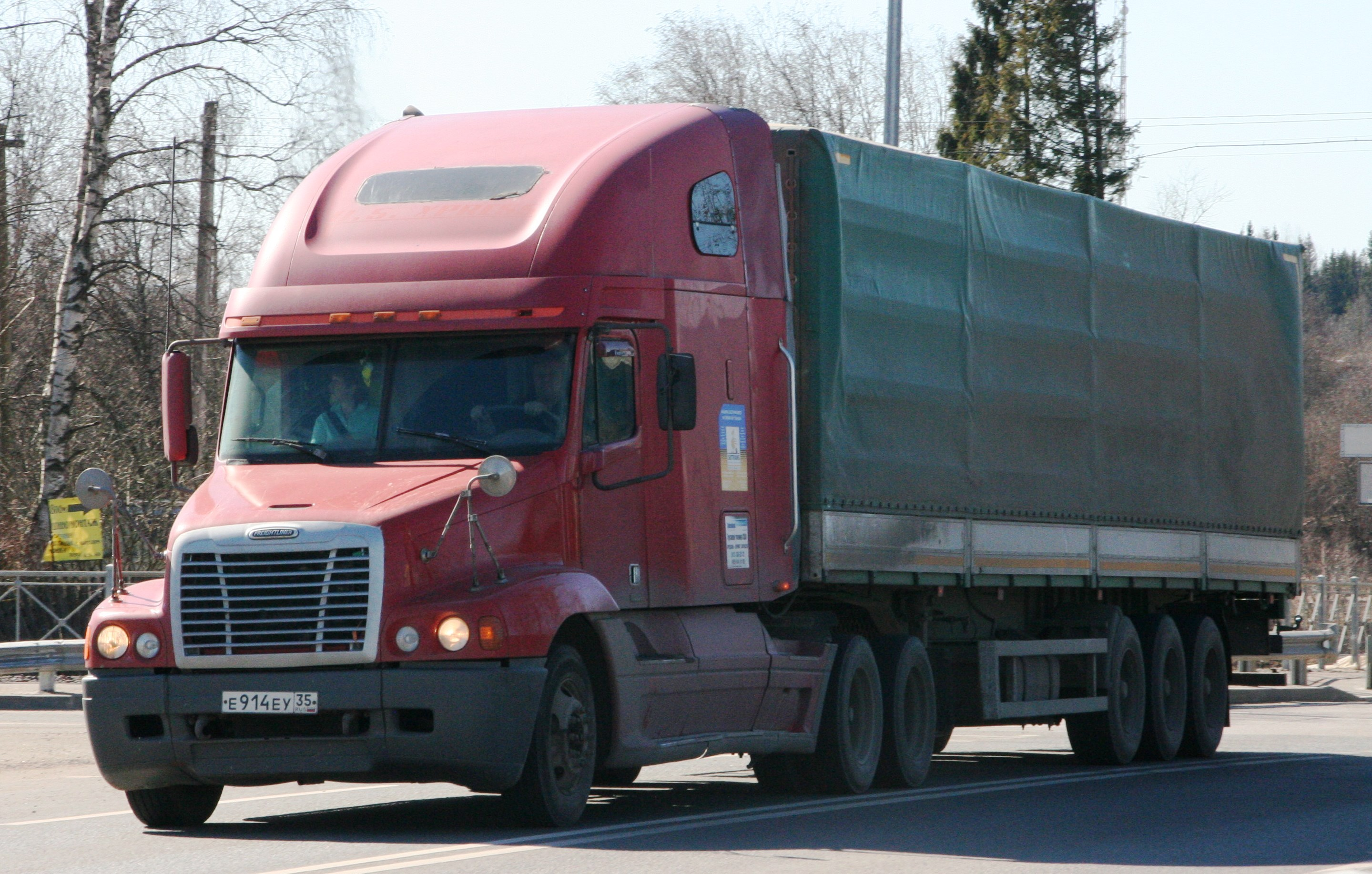
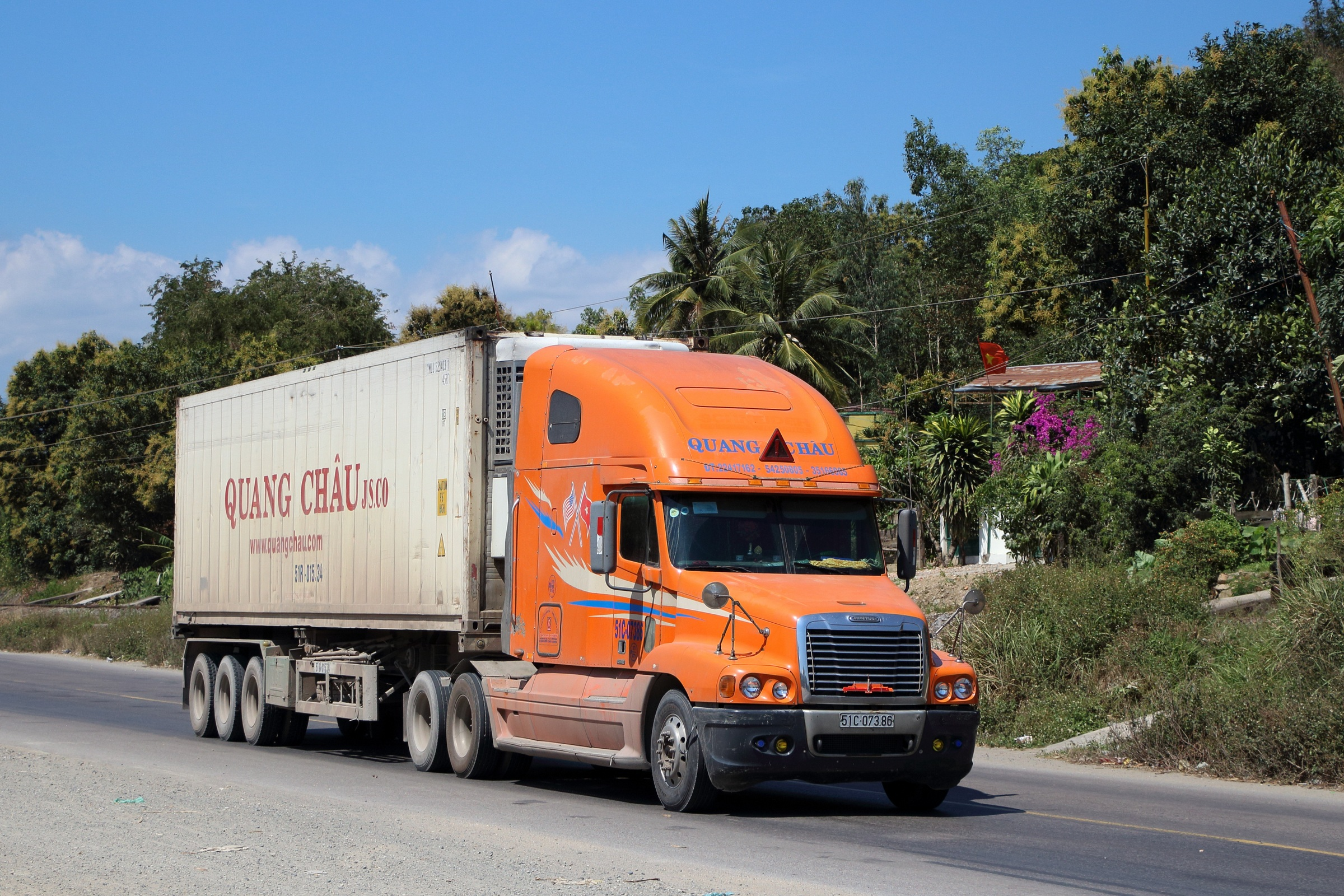
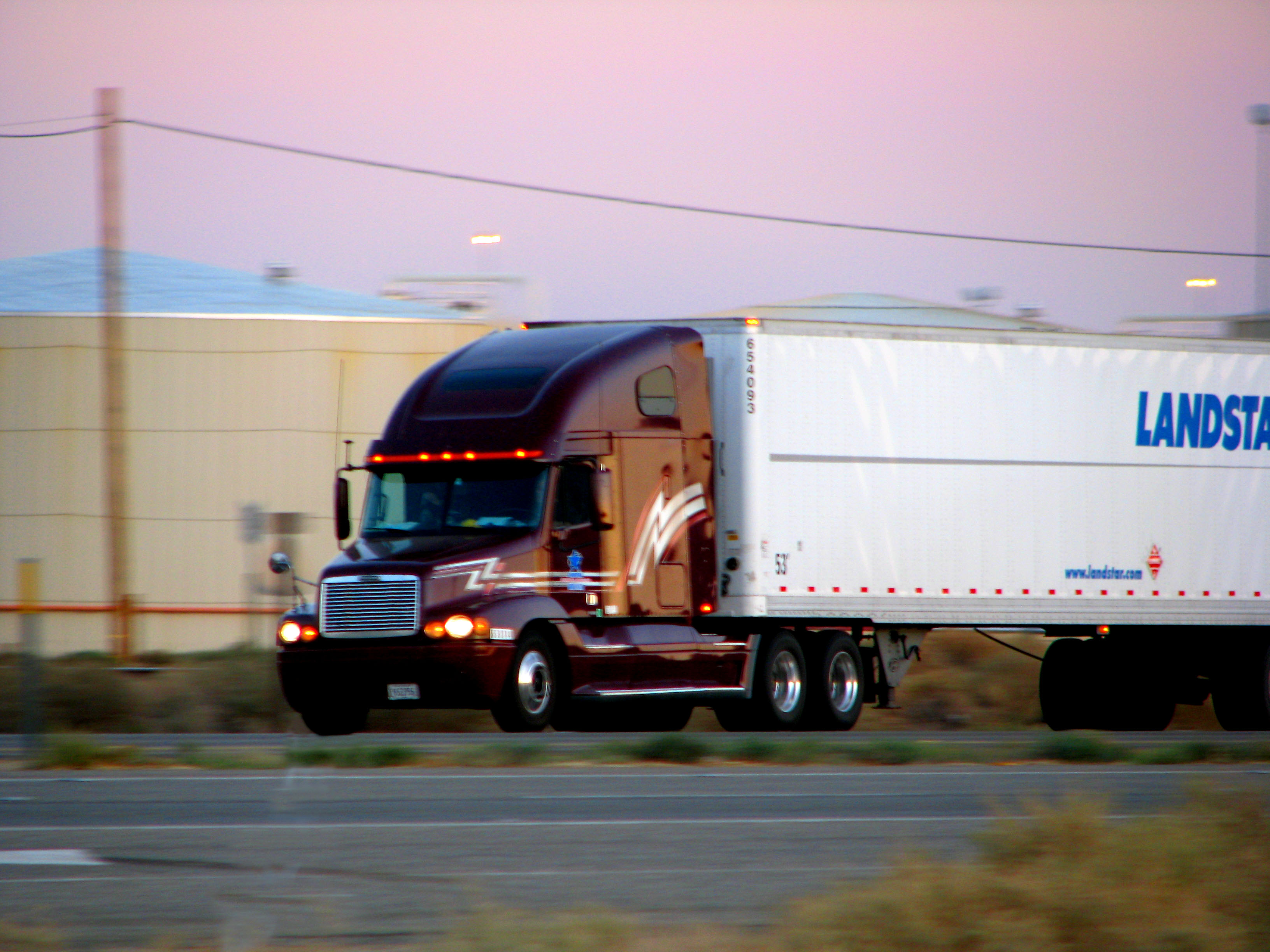
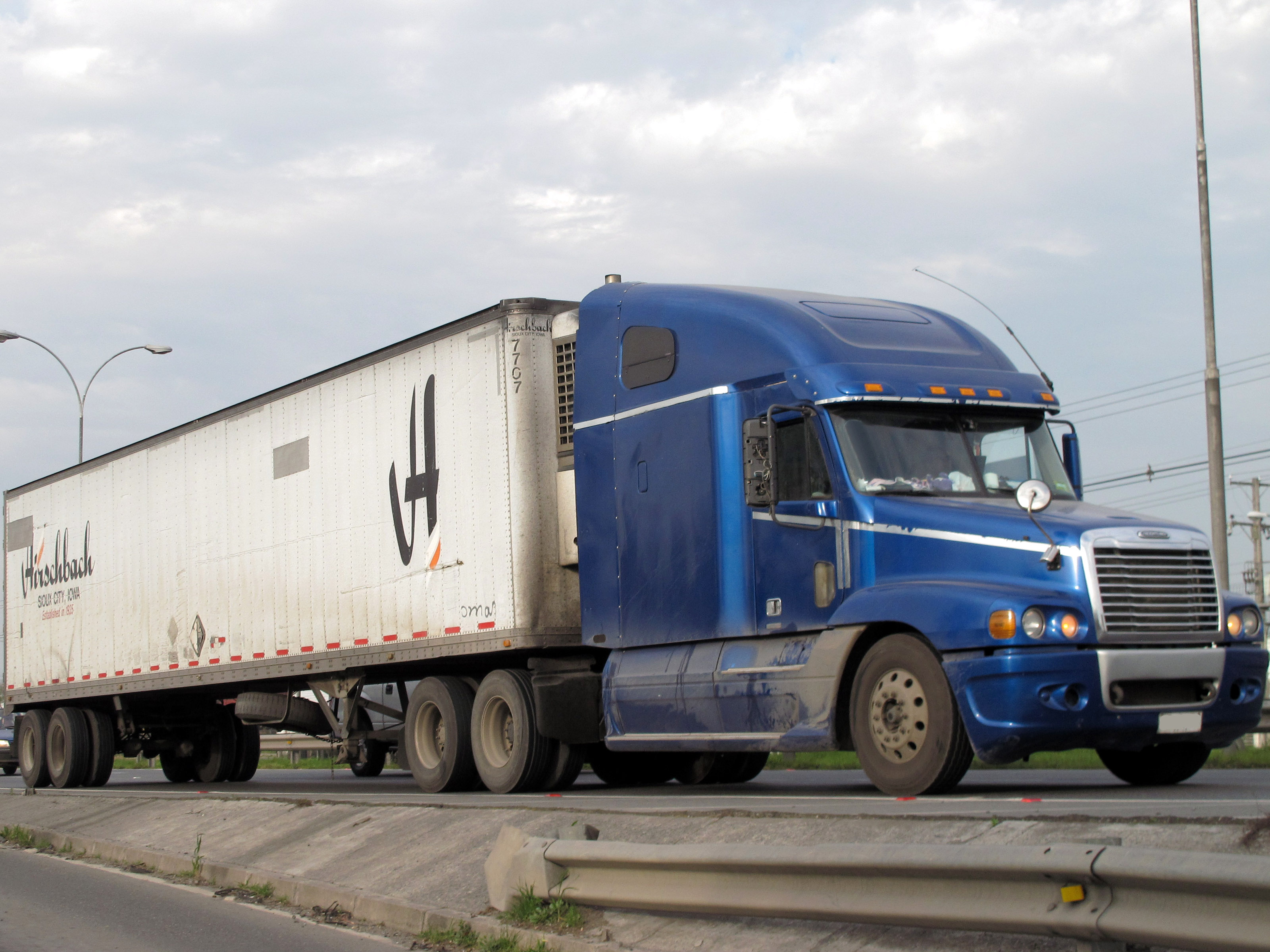